# Haitský gourde
Haitský gourde (francouzsky gourde haïtienne, v haitské kreolštině goud ayisyen) je zákonné platidlo karibského státu Haiti. Jeho ISO 4217 kód je HTG. Jeden gourde sestává ze 100 centimes. V říjnu 2011 byl směnný kurz mezi gourde a českou korunou přibližně 1 HTG = 0,45 CZK.

## Bankovky a mince
V oběhu se vyskytují bankovky o nominálních hodnotách 10, 25, 50, 100, 250, 500 a 1000 gourde. Mince mají hodnoty 50 centimes, 1 a 5 gourde.